# Macksburg (Oregon)
Macksburg (korábban Macksburgh) az Amerikai Egyesült Államok Oregon államának Clackamas megyéjében elhelyezkedő önkormányzat nélküli település.

## Története
Névadói William és Louise Mack telepesek. A posta 1884 és 1903 között működött.
1915-ben kétszáz lakosa, egy iskolája, két evangélikus temploma, grangerháza és több boltja volt. 1992-re egy templom és az iskola maradt fenn.
Az 1892-ben épült templom 1982-ben bekerült a történelmi helyek jegyzékébe. Mivel az egyházközség tagjai németek és osztrákok voltak, a miséket 1929-ig németül, 1943-ig pedig angolul és németül tartották.

## Fordítás
- Ez a szócikk részben vagy egészben  a   Macksburg, Oregon című angol Wikipédia-szócikk ezen változatának fordításán alapul.  Az eredeti cikk szerkesztőit annak laptörténete sorolja fel. Ez a jelzés csupán a megfogalmazás eredetét és a szerzői jogokat jelzi, nem szolgál a cikkben szereplő információk forrásmegjelöléseként.